# 曹自守
曹自守（？—？），字伯化，號迈庵，山東東昌府荏平縣人，匠籍，明朝政治人物。

## 生平
山東鄉試第十八名舉人。嘉靖三十八年（1559年）中式己未科會試第二百八十八名，三甲第一百一十三名進士。授吴县知县，政通人和，而且自己奉行俭约，三年不宴客。歷升吏部考功司员外郎，隆庆二年（1568年）十一月升江西按察司副使，亦有声绩。少年時聘了张家的女儿，未娶而失明，女子父亲要求停婚，自守竟娶之。

## 家族
曾祖曹深，倉大使；祖父曹瑄，驛丞；父曹祜，母陳氏。